# 下呼吸道感染
下呼吸道感染是指喉部以下的感染，肺炎、肺脓肿和急性支氣管炎均屬於下呼吸道感染。症状包括呼吸困难、虚弱、发热、咳嗽和疲劳。对于有下呼吸道感染症状的人，并不总是需要常规的胸部X光检查。